# (231665) 7602 P-L
(231665) 7602 P-L (7602 P-L, 2003 SW64) — астероїд головного поясу, відкритий 17 жовтня 1960 року.
Тіссеранів параметр щодо Юпітера — 3,163.